# Cyprinodon verecundus
Cyprinodon verecundus är en fiskart som beskrevs av Humphries, 1984. Cyprinodon verecundus ingår i släktet Cyprinodon och familjen Cyprinodontidae. IUCN kategoriserar arten globalt som akut hotad. Inga underarter finns listade i Catalogue of Life.